# Basile Atangana Kouna
Pour les articles homonymes, voir Atangana.
Basile Atangana Kouna, né le 23 décembre 1956 à Mbalelon I (Ngoumou) dans la région du Centre au Cameroun, est un homme politique camerounais. Il fut ministre de l’Énergie et de l'Eau du 9 décembre 2009 au 2 mars 2018 et conseiller municipal de juillet 2002 à juillet 2007.
Après son limogeage du gouvernement le 2 mars 2018, il entreprend de quitter le Cameroun après qu'une interdiction de sortie du territoire le concernant eut été rendue publique. C'est au Nigeria qu'il est rattrapé dans la nuit du 21 au 22 mars 2018, et ramené quelques heures plus tard au Cameroun par les forces spéciales.

## Études
Il a fait ses études secondaires au lycée de Bertoua où il obtient un Baccalauréat A4. Il poursuit ses études universitaires à l’université de Yaoundé où il obtient une Licence en droit. Il poursuit ses études en France où il obtient un doctorat en droit à l’université de Paris II. Et en 1992, il obtient un diplôme de spécialiste de l'Institut international d'administration publique de Paris (IIAP).

## Carrière
Le 11 janvier 1986, il commence sa carrière comme Chef Service des Affaires Administratives et Juridique à la Direction Générale de la Recherche extérieure. Par la suite, en 1991, il est chargé d'études à la Direction des Affaires Législatives et Règlementaire des services du Premier Ministre, poste qu'il occupera jusqu'en 1998. Après, il sera Directeur des Affaires administratives et des requêtes au secrétariat général des Services du Premier Ministre. En l'an 2000, il cumule cette fonction avec celle de Président de la commission ministérielle des Marchés du ministère de l'agriculture[réf. nécessaire]. D'administrateur de l'autorité Aéronautique jusqu'en 2003, d'avril 2002 à mars 2006 il sera Administrateur provisoire de la societé nationale des eaux du Cameroun ( SNEC) et ensuite  de mars 2006 à mars 2012-  il occupera les fonctions de directeur général de la CAMWATER.
Nommé Ministre de l'eau et de l'énergie en décembre 2011 il occupera cette fonction jusqu'en 2018.
étant à la tête de ce departement Ministériel il a Présidé les conseils d'administrations de : Kribi power Development corporation (KPDC), Dibamba power development corporation (DPDC), Société national de transport de l' électricité (SONATREL) Président du comité de Gestion du projet PAEPYS,  et des Aménagements Hydroélectriques de MEMVE'ELE , BINI A WARCK ...
Le 17 février 2017, il se retrouve au centre du scandale tribal dit de « la liste de la honte », après avoir signé une liste additive d'admis pour la formation de techniciens et d'ingénieurs pour un projet national d'électrification par système solaire photovoltaïque, constituée exclusivement de personnes originaires de sa région, dont plus de la moitié de son propre département d’origine[réf. souhaitée]. Cette liste fait l’objet d’une diffusion massive sur les réseaux sociaux et est très décriée. Le 29 juillet 2022, Basile Atangana Kouna a retrouvé la liberté, après l’abandon des poursuites prononcé par le Tribunal criminel spécial..

## Distinctions
Basile Atangana Kouna possède les distinctions honorifiques ci – après[réf. nécessaire]:
- Chevalier de l’Ordre national de la Valeur ;
- Officier de l’Ordre national de la Valeur ;
- Commandeur de l’Ordre national de la Valeur ;
- Médaille d’honneur de Travail (Argent, Vermeil et Or).

## Vie associative
Basile Atangana Kouna est le président national de l’Association des élites de Ngoumou (ASSEN) et également secrétaire général de l’Association de développement de la Mefou-et-Akono (ADEMAK).